# Мор старший, Николя Сильвестр
Николя Сильвестр Мор старший (фр. Nicolas Sylvestre Maure aîné; 31 декабря 1743, Осер, Йонна — 4 июня 1795, Париж) — политический деятель Великой французской революции, депутат Национально Конвента.

## Биография
Бакалейщик в Осере. С 1790 года администратор департамента Йонна, от которого избран в Конвент, где примкнул к монтаньярам. Во время судебного процесса над Людовиком XVI голосовал за смерть без апелляции или отсрочки. После убийства Лепелетье докладывал Конвенту об обстоятельствах гибели депутата. В начале 1793 года был комиссаром Конвента в департаментах Шампани и за жестокость по отношению к противникам Революции прозван «смазчиком гильотины». 9 апреля 1793 года стал членом Комитета общественной безопасности.
Будучи личным другом Марата Мор посетил его 12 июля 1793 года, когда последний лежал в лечебной ванне. Вечером 13 июля, в то время, как Мор и сопровождавший его депутат Давид докладывали в Якобинском клубе о состоянии здоровья Друга народа, разнеслась весть об убийстве Марата. Мор принимал участие в первом допросе задержанной на месте преступления Шарлотты Корде, а затем препроводил её в тюрьму Аббатства Сен-Жермен.
Осенью 1793 года насаждал Культ Разума в департаментах Сена и Марна и Йонна, участвовал в дехристианизации. Уцелел во время Термидорианского переворота, хотя был причислен к «террористам» и «охвостью Робеспьера». Но конец его был уже предрешён. После подавления Прериальского восстания 20-23 мая 1795 года в Париже и декрета о его аресте покончил с собой выстрелом в голову.